# Theydon Bois
Theydon Bois är en by och en civil parish i Epping Forest i Essex i England. Orten har 3 993 invånare. Den har en kyrka.